# Pernerův mlýn (Bratčice)
Pernerův mlýn v Bratčicích v okrese Kutná Hora je mlýn, který stojí na potoku Brslenka v jižní části vsi pod strmým návrším s návsí a kostelem. Je chráněn jako nemovitá kulturní památka České republiky; předmětem ochrany je mlýnské stavení, hospodářské stavení, pilířová brána s ohrazením a pozemky areálu.
Mlýn je rodištěm významnéího českého železničáře ing. Jana Pernera.

## Historie
Vodní mlýn je zmíněn k roku 1555, kdy získal bratčický dvůr rytíř Heřman Bohdanecký z Hodkova a vytvořil z něj feudální velkostatek s dvorem, lesem, kostelem a mlýnem. V Tereziánském katastru z roku 1751 jsou zde zaznamenáni dva mlynáři, z nichž jeden panský. V roce 1939 v mlýně hospodařili Stanislav a Marie Caisovi.
Po znárodnění byl areál využíván jako klubovna Svazarmu, který zlikvidoval veškeré strojní vybavení. Pro zanedbání údržby objekt chátral a dostal se do havarijního stavu.

## Popis

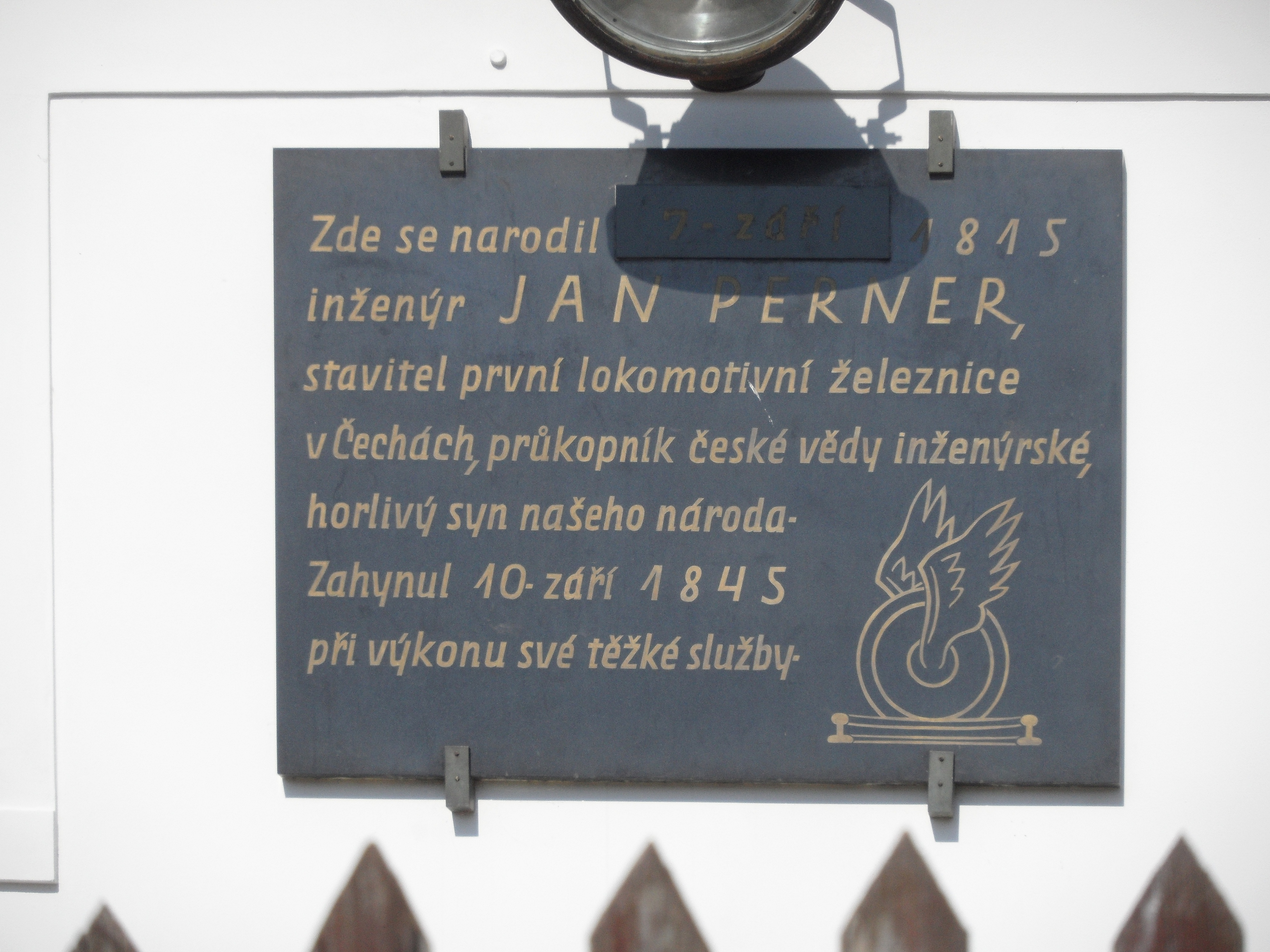
Pamětní deska Jana Pernera

Areál mlýna obsahuje mlýnské a hospodářské stavení a pilířovou bránu s ohrazením; patrové stavení mlýna má mansardovou střechu. Nad mlýnem se nachází vysoká hráz rybníka Lázeňka; jeho hlavní přepad je na západním konci hráze v blízkosti mlýna.
V dotazníku k zápisu do mlynářského ústředí k roku 1939 jsou uvedeny stroje kompletního uměleckého válcového mlýna; mlýn měl stroje značek Prokop Pardubice, L. Kašpar, Hübner a Opitz, Machaň a KOMA.
Voda tekla k mlýnu na vodní kolo náhonem přes rybník s vantroky a propustkem na turbínový domek. Do roku 1934 využíval mlýn dřevěný, téměř 60 metrů dlouhý vantrok, po kterém zůstaly pouze kapsy zasekané do skály; dochovala se z něj betonová trouba, vedená vzduchem na železobetonových pilířích.
V mlýně pracovala spirální Francisova turbína (dochovaná) od výrobce ČKD – Českomoravská Kolben Daněk, Blansko, typ Praga-Reiffenstein s hltností 270 l/s a výkonu 14,4 HP. Výměna vodního kola za turbínu proběhla roku 1940; toto kolo mělo průměr 3,9 metrů a výkon okolo 8 HP.
Mezi pomocné motory patřil i plynosací motor od Továrny na benzinové motory a slévárna Ing. Lorenz, Kroměříž z roku 1935, jehož nejvyšší výkon byl 25 HP. Motor ani zbytky generátoru a filtrů potřebných k výrobě plynu z koksu se nenašly.